# تلمبه شماره ۱ دادگاه انقلاب
تلمبه شماره ۱ دادگاه انقلاب یک منطقهٔ مسکونی در ایران است که در دهستان تکاب (کرمان) واقع شده است.